# Platymetopius shirazicus
Platymetopius shirazicus är en insektsart som beskrevs av Dlabola 1974. Platymetopius shirazicus ingår i släktet Platymetopius och familjen dvärgstritar. Inga underarter finns listade i Catalogue of Life.